# Juillet 1773
Cette page concerne le mois de juillet de l'année 1773.

## Événements
- 21 juillet : 
  - Le général russe Weissmann est tué par les Turcs à Kaïnardji[1]. Piotr Alexandrovitch Roumiantsev est battu par les Ottomans à Silistrie et doit repasser le Danube.
  - Le pape Clément XIV prononce la dissolution de la Compagnie de Jésus par le bref Dominus ac Redemptor[2]. Il aurait été élu sur ordre des monarchies Bourbon en échange de l’engagement de supprimer la Compagnie.
    - Il y a alors 23 000 Jésuites, prêtres et frères, répartis en 39 provinces, en 1 600 résidences et 800 établissements d’enseignement. 15 000 d’entre eux se trouvent ramenés à l’état séculier et deviennent prêtres diocésains. Ils doivent abandonner leur postes d’enseignants[3].
    - Les collèges jésuites en Autriche sont attribuées aux piaristes, tandis que l’université de Prague en Bohême passe aux mains du clergé régulier. La Bibliothèque de Vienne, jusqu’alors entre les mains des jésuites, est donnée à l’université[4]. En Hongrie, on compte 7 collèges et 41 gymnases jésuites ainsi que plusieurs facultés à l’université de Nagyszombat et aux académies de Kassa et de Kolozsvár.
    - Frédéric II de Prusse (luthérien) et Catherine II de Russie (orthodoxe) refusent que le décret papal soit promulgué dans leurs États[5]. Les collèges jésuites continueront à y fonctionner jusqu'au rétablissement de la Compagnie en 1814.

- 29 juillet : Antigua Guatemala, capitale du royaume de Guatemala est détruite par deux tremblements de terre[6].

## Naissances
- 4 juillet : Samuel William Reynolds, peintre et graveur britannique († 13 août 1835).

## Décès
- 12 juillet : Décès à Potsdam de Johann Joachim Quantz, compositeur, flûtiste et théoricien.
- 23 juillet : George Edwards, naturaliste et ornithologue britannique (° 1693).